# Los vampiros del aire
Los vampiros del aire  es un folletín creado en 1935 por José María Canellas Casals para editorial Marco, adaptado cinco años después a cómic.

## Trayectoria editorial
Originalmente, el folletín se publicó en forma de 44 fascículos de periodicidad semanal, cada uno con dieciséis páginas y portada de Farrell a un precio de diez céntimos.
A partir de 1940, fue adaptada por el propio escritor en doce cuadernos de aventuras, con dibujos de Francisco Darnís, Emilio Boix y Boixcar. Siete años después, Marco inició una reedición de esta historieta, truncada en su sexto número.

## Legado e influencia
Los villanos alados de la serie constituirían un elemento recurrente de la historieta fantástica española, apareciendo en multitud de obras posteriores:
| Año  | Serie                     | Episodios                                       | Autoría          |
| ---- | ------------------------- | ----------------------------------------------- | ---------------- |
| 1943 | Roberto Alcázar y Pedrín  | Los grajos de la frontera, El diabólico Dr. Pat | Eduardo Vañó     |
|      | Album Premio              |                                                 |                  |
| 1950 | El Misterioso X           |                                                 | Manuel Gago      |
| 1951 | Aventuras del FBI         |                                                 | Luis Bermejo     |
| 1973 | Roberto Alcázar y Pedrín  | Los fantasmas alados                            | Eduardo Vañó     |
| 1973 | Topolino, el último héroe |                                                 | Alfonso Figueras |